# Bureau fédéral des prisons
Federal Bureau of Prisons
Pour les articles homonymes, voir FBP.
Le Bureau fédéral des prisons (en anglais, Federal Bureau of Prisons, FBP, BOP ou FBOP), fondé en 1930 et dépendant du département de la Justice des États-Unis, est chargé de l'administration des prisons fédérales américaines.

## Histoire

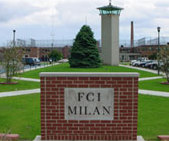
L'extérieur de l'institution correctionnelle fédérale de Milan

Le système pénitentiaire fédéral existait depuis plus de 30 ans avant la création du Bureau fédéral des prisons. Même si ses directeurs de chaque institution pénitentiaire fonctionnaient de manière presque autonome, un fonctionnaire du département de la Justice basé à Washington, désigné sous le nom de surintendant des prisons, était théoriquement responsable des prisons fédérales. L'adoption du « Three Prisons Act » en 1891 autorise la création des trois premiers pénitenciers fédéraux : le pénitencier fédéral de Leavenworth, le pénitencier fédéral d'Atlanta et le pénitencier fédéral de l'île McNeil Island, avec une supervision limitée du département de la Justice.
Jusqu'en 1907, les affaires pénitentiaires étaient traitées par l'Agent général (en) du département de la Justice qui chargé de la gestion des comptes du ministère, de la surveillance des opérations internes, de certaines enquêtes criminelles ainsi que des opérations pénitentiaires. En 1907, la fonction d'Agent Général est supprimée et ses attributions sont réparties entre trois nouveaux bureaux : la Division des Comptes (en anglais : Division of Accounts - qui deviendra plus tard la Division de la gestion de la Justice (en)), le Bureau de l'examinateur en chef (en anglais : Office of the Chief Examiner - qui devient le Bureau of Investigation en 1908 puis, au début des années 1920, le Federal Bureau of Investigation)  et enfin le Bureau du surintendant des prisons et des prisonniers (en anglais : Office of the Superintendent of Prisons and Prisoners), appelé plus tard le surintendant des prisons et qui est devenu le Bureau des prisons en 1930.
Le Bureau des prisons est créé au sein du département de la Justice par le Congrès des États-Unis le 14 mai 1930 et était chargé de « « la gestion et de la réglementation de toutes les institutions pénales et correctionnelles fédérales » ». Le périmètre de responsabilité recouvrait alors la gestion des 11 prisons fédérales en activité à l'époque[réf. nécessaire].
À la fin des années 1930, le périmètre est étendu à 14 établissements où 13 000 détenus étaient incarcérés. Une décennie plus tard, en 1940, le système comptait 24 établissements pour un total de 24 360 détenus[réf. nécessaire].
L'État de l'Alaska prend la gestion de ses services correctionnels le 3 janvier 1959, avec la création de l'Alaska Department of Corrections (en). Avant la création de l'État, le Bureau fédéral des prisons était compétence sur la juridiction de l'Alaska.
À la suite du Sentencing Reform Act (en) de 1984 et des lois ultérieures qui préconisaient l'application de peines plus longues, moins de pouvoir discrétionnaire et des peines plus sévères pour les infractions liées à la drogue, la population carcérale fédérale double dans les années 1980, puis de nouveau dans les années 1990. L'augmentation de la population ralentit au début des années 2000, mais le nombre de détenus fédéraux continue de progresser jusqu'en 2014.
En 1997 National Capital Revitalization and Self-Government Improvement Act of 1997 (en) transfère également au Bureau fédéral des prisons la responsabilité des criminels adultes reconnus coupables d'avoir violé les lois du district de Columbia[réf. nécessaire].

## Organisation

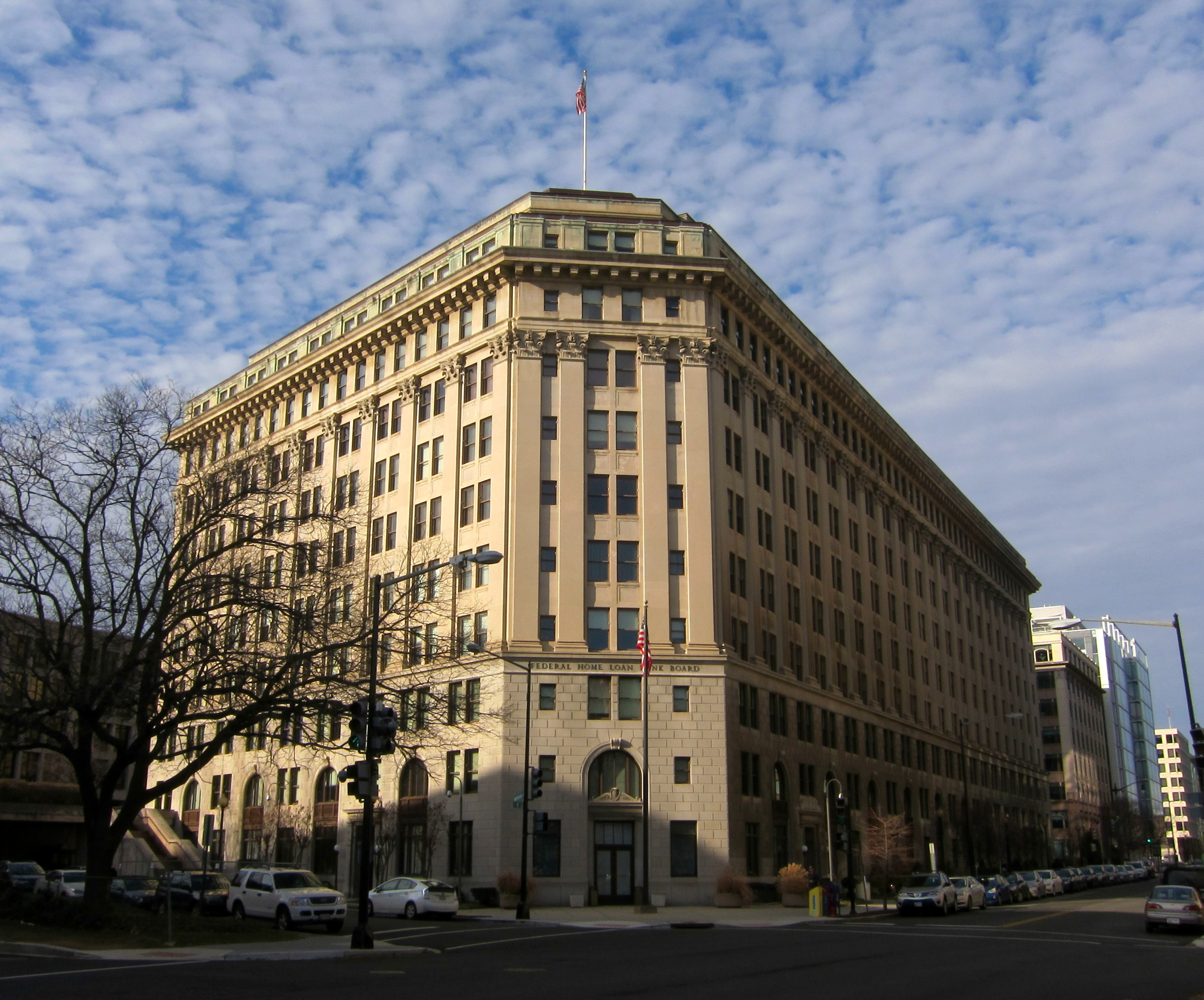
Le, qui abrite le bureau principal du Bureau fédéral des prisons à Washington

### Administration
Le siège et la direction du Bureau fédéral des prison sont installés dans le Federal Home Loan Bank Board Building (en), situé 320 1st Street, NW, à Washington.
L'actuelle directrice du Bureau fédéral des prisons est Colette S. Peters, qui a été nommée le 2 août 2022, .

### Personnel
Les agents correctionnels du Bureau fédéral des prisons sont des agents fédéraux chargés de l'application des lois en uniforme qui sont responsables des soins, de la garde et du contrôle des détenus fédéraux placés leur surveillance. Le Bureau fédéral des prisons dispose également d'une équipe d'intervention pour les opérations spéciales (en) et d'une équipe de contrôle des perturbations[réf. nécessaire].
En 2010, le BOP employait 37 000 hommes et femmes[réf. nécessaire]. En 2020, 72 % des employés du Bureau étaient des hommes. Il y a environ un agent pénitentiaire pour 12,5 détenus.
Tous les employés du Bureau fédéral des prisons chargés de l'application des lois suivent 200 heures de formation formelle au cours de leur première année d'emploi et 120 heures supplémentaires de formation dans les centres fédéraux de formation des forces de l'ordre (en) (en anglais : Federal Law Enforcement Training Centers ou FLETC) situés à Glynco (en) en Géorgie.

### Directeurs du Bureau fédéral des prisons
Liste des directeurs qui se sont succédé à la tête du Bureau fédéral des prisons :
| Rang | Portraits | Directeur                   | Début de mandat   | Fin de mandat   |
| ---- | --------- | --------------------------- | ----------------- | --------------- |
| 1    |           | Sanford Bates (en)          | 1930              | 1937            |
| 2    |           | James V. Bennett (en)       | 1937              | 1964            |
| 3    |           | Myrl E. Alexander           | 1964              | 1970            |
| 4    |           | Norman A. Carlson (en)      | 1970              | 1987            |
| 5    |           | J.Michael Quinlan           | 1987              | 1992            |
| 6    |           | Kathleen Hawk Sawyer (en)   | 4 décembre 1992   | 4 avril 2003    |
| 7    |           | Harley G.Lappin             | 2003              | 2011            |
| 8    |           | Charles E. Samuels Jr. (en) | 21 décembre 2011  | 9 janvier 2016  |
| 9    |           | Mark S. Inch (en)           | 18 septembre 2017 | 18 mai 2018     |
|      |           | (Intérim) Hugh Hurwitz      | 18 mai 2018       | 19 août 2019    |
| 10   |           | Kathleen Hawk Sawyer (en)   | 19 août 2019      | 25 février 2020 |
| 11   |           | Michael D. Carvajal         | 2020              | 2022            |
| 12   |           | Colette S. Peters           | 2 août 2022       | Présent         |

## Classification, niveau de sécurité et organisation administrative des prisons fédérales

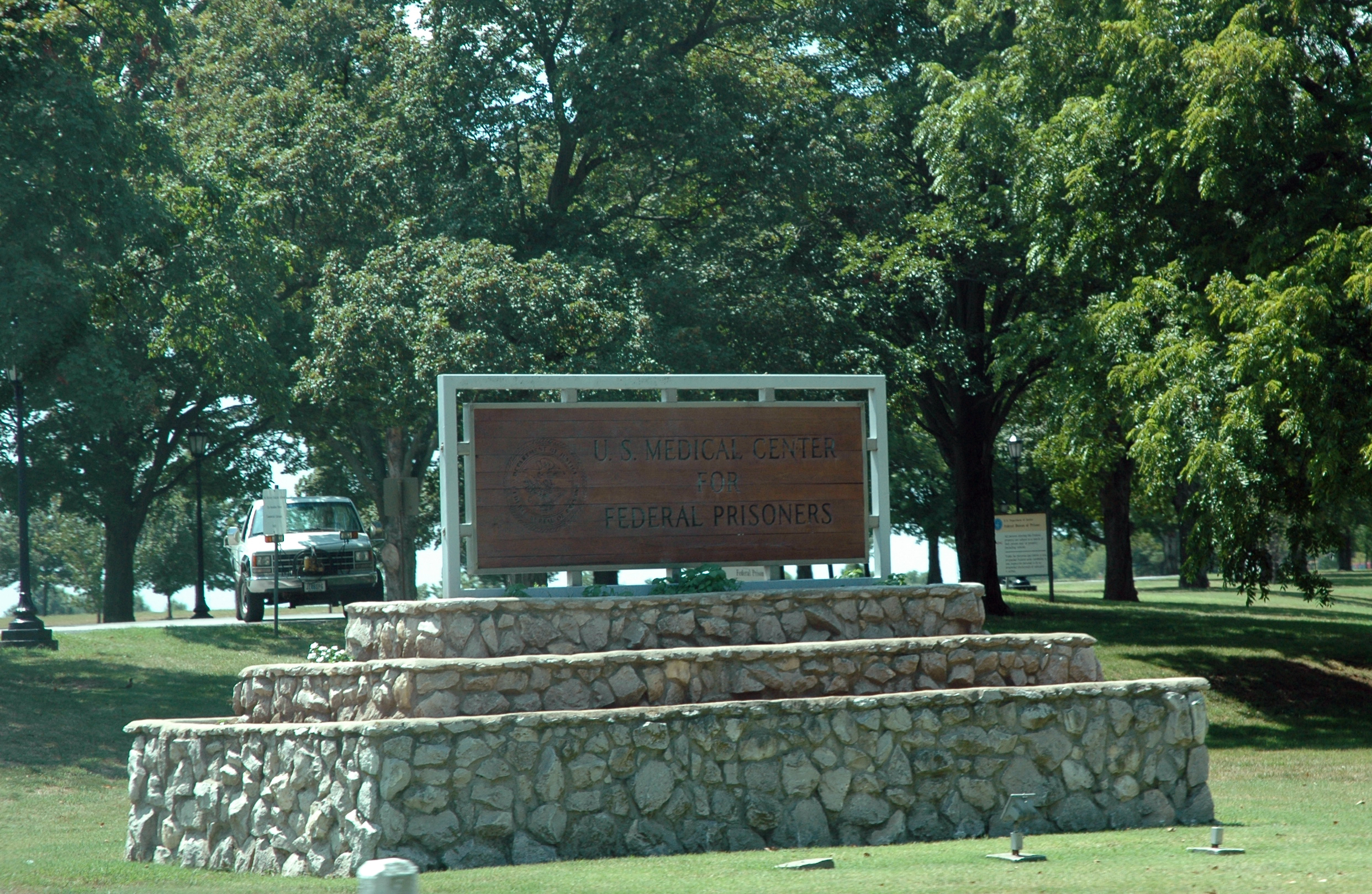
Le centre médical des États-Unis pour les prisonniers fédéraux, une unité pour les prisonniers de sexe masculin nécessitant des soins médicaux

Les établissements sont répartis en fonction d'une classification par type d'établissement et niveau de sécurité ainsi que selon une organisation administrative par zone géographique.
En 2023, le Bureau fédéral des prisons gérait 122 établissements (en anglais : Institutitions).

### Classification
Les prisons fédérales américaines, appelées « institutions », sont divisées en catégorie correspondant à leur niveau de sécurité et aux catégories de détenus incarcérés. Les types d'établissement sont les suivants :

#### Pénitenciers des États-Unis
La plupart des pénitenciers fédéraux des États-Unis (en anglais : United States penitentiaries ou USP) sont des établissements de haute sécurité, dotés de périmètres hautement sécurisés avec des murs ou des clôtures renforcées, des cellules à occupants multiples et individuels, le ratio personnel/détenu le plus élevé et un contrôle étroit des mouvements des détenus,.
Le pénitencier fédéral de Leavenworth, le pénitencier fédéral de Lewisburg, le pénitencier fédéral de Lompoc (en) et le pénitencier fédéral de Marion (en) sont catégorisés dans les établissements à sécurité moyenne[réf. nécessaire].
Le pénitencier fédéral d'Atlanta est un établissement à faible sécurité dont le but principal est d'incarcérer les détenus jusqu'à ce qu'ils soient transférés vers d'autres établissements. Le pénitencier fédéral de Marion dispose d'une unité de gestion des communications (en) très restrictive, qui maintient les détenus sous des contrôles plus stricts[réf. nécessaire].
De nombreux pénitencier fédéraux disposent également de camps satellites à sécurité minimale sur la même périmètre et sous la même administration que les unités à sécurité plus élevée[réf. nécessaire].

#### Institutions correctionnelles fédérales
Les institutions correctionnelles fédérales (en anglais : Federal correctional institutions) sont des établissements de sécurité moyenne et faible, cependant dotés de d'une sécurité périmétrique renforcée (souvent avec des doubles clôtures avec des systèmes de détection électronique).
Ils sont principalement dotés d'un hébergement de type cellulaire et disposent d'une grande variété de programmes de travail et de soin et d'un ration entre le nombre de détenus et le nombre de membres du personnel plus importants que dans les FCI à faible sécurité. L'institution correctionnelle fédérale de Terre Haute (en) dispose plus spécifiquement d'une section plus restrictive désignée en tant qu'unité de gestion des communications (en) pour les détenus considérés à haut risque de sécurité.

#### Camps fédéraux de prisonniers
Les camps fédéraux de prisonniers (en anglais : Federal prison camps) sont des établissements à sécurité minimale, dotés de dortoirs, d'un ratio personnel/détenu relativement faible et d'une clôture périphérique limitée ou inexistante. Ces établissements sont axées sur le travail et les programmes de réhabilitation. Beaucoup d'entre eux sont rattachés à des établissements plus grands ou des bases militaires, les détenus contribuant alors à répondre aux besoins en main-d'œuvre de l'établissement ou de la base de rattachement.

#### Etablissements administratifs
Les établissements administratifs (en anglais : Administrative facilities) ou établissements administratifs de sécurité (en anglais : Administrative security facilities) assurent des missions spécifiques dans le système pénitentiaire : incarcération des détenus en attente de leur procès (détention provisoire), de détenus suivis pour des pathologies médicales lourdes ou chroniques ou des détenus particulièrement dangereux, violents ou susceptibles de s'évader.
Cette catégorie regroupe différentes catégories d'établissements, tous capables d'accueillir des détenus relevant de toutes les catégories de sécurité :
- les centres correctionnels métropolitains (en anglais : Metropolitan Correctional Centers ou MCC),
- les centres de détention métropolitains (en anglais : Metropolitan Detention Centers ou MDC),
- les centres de détention fédéraux (en anglais : Federal Detention Centers ou FDCs),
- les centres médicaux fédéraux (en anglais : Federal Medical Centers ou FMC),
- le centre de transfert fédéral (en anglais : Federal Transfer Center ou FTC),
- le centre médical pour prisonniers fédéraux (en anglais : Medical Center for Federal Prisoners ou MCFP),
- l'Administrative-Maximum Security Penitentiary de Florence (ADX Florence)

L'établissement le plus restrictif du système pénitentiaire fédéral est l'ADX Florence, prison fédérale supermax catégorisée en tant qu'établissement administratif, qui accueille les détenus considérés comme les plus dangereux et nécessitant les contrôles les plus stricts[réf. nécessaire].

#### Complexes correctionnels fédéraux
Les complexes correctionnels fédéraux (en anglais : Federal Correctional Complexes ou FCC) sont constitués de plusieurs établissements de niveau de sécurité différent mais regroupés dans un même périmètre afin d'optimiser et de mutualiser les moyens.

#### Camps satellites
Certains de ces établissement disposent en outre de petits « camps satellites » (en anglais : Satellite Prison Camps ou SCP) adjacents et à sécurité minimale.

#### Centres résidentiels de réinsertion
Enfin, outre les institutions fédérales, le Bureau fédéral des prison gère également des centres résidentiels de réinsertion (Residential reentry centers ou RCC), également connues sous le nom de maisons de transition (en), (en anglais : halfway houses), qui sont de petits centres communautaires ou gérés par des sociétés privées sous contrat destinés à favoriser la réinsertion des détenus après leur libération en leur fournissait aide et accompagnement.

### Niveaux de sécurité
Les établissements fédéraux se voient également attribués un ou plusieurs niveaux de sécurité en fonction des catégories de détenus incarcérés :
- Les institutions de sécurité minimum (en anglais : Minimum security institutions), également appelés Federal Prison Camps ou FPC au niveau fédéral : ces établissements, où le ratio détenus/personnel est relativement faible, accueillent les détenus dans des dortoirs. La sécurité périmétrique est limitée voire absent, l'établissement étant orientée sur le travail et les programmes de réhabilitation des détenus. Certaines institutions fédérales de niveau supérieur disposent de petits camps à sécurité minimum adjacents à l'établissement principal et souvent appelés Satellite Prison Camps ou SCP.
- Les institutions de sécurité faible (en anglais : Low security institutions) catégorisent des institutions correctionnelles fédérales (en anglais : Federal Correctional Institutions ou FCI) : ces établissements, où le ratio détenus/personnel est plus élevé que pour le établissements à sécurité minimum, disposent de dortoirs ou de cellules et bénéficient d'une sécurité périmétrique à double clôture. Ils sont, tout comme pour les institutions à sécurité minimum, très fortement axés sur le travail et les programmes de réhabilitation des détenus. Certaines institutions fédérales de niveau supérieur disposent également de satellites fédéraux à sécurité faible (en anglais : Federal Satellite Low Security ou FSL).
- Les institutions de sécurité moyenne (en anglais : Medium security institutions) catégorisent des institutions correctionnelles fédérales (en anglais : Federal Correctional Institutions ou FCI) et certains pénitenciers fédéraux (en anglais : United States Penitentiaries) : ces établissements, où le ratio détenus/personnel est plus élevé que pour le établissements à sécurité faible avec la mise en place de contrôles renforcés, sont essentiellement constituées de cellules et bénéficient d'une sécurité périmétrique renforcée, souvent à double clôture avec systèmes de détection électronique, Ces établissements disposent également d'offre de travail et de programmes de réhabilitation pour les détenus.
- Les institutions de haute sécurité (en anglais : High security institutions), également appelés pénitenciers fédéraux (en anglais : United States Penitentiaries), même si certains pénitenciers peuvent être de sécurité moyenne : ces établissements, où le ratio détenus/personnel est le plus élevé et où un contrôle strict des déplacements des détenus est mis en œuvre, sont composés de cellules individuelles ou partagées et bénéficient d'une sécurité périmétrique très élevée, notamment avec des murs ou des clôtures renforcées.

### Organisation administrative
Les établissements fédéraux sont également répartis en régions, avec à leur tête un office régional qui assure un soutien et une assistance technique et logistiques aux établissements de son ressort ainsi que des ateliers, conférences et formations à destination du personnel. Les offices régionaux assistent également les agences et autorités judiciaires des États.
Les régions sont les suivantes :
- Région Mid-Atlantic (MXR) : gère les établissements fédéraux situés dans le Delaware, le Kentucky, le Maryland, la Caroline du Nord, le Tennessee, la Virginie et la Virginie-Occidentale[22].
- Région North Central (NCR) : gère les établissements fédéraux situés dans le Colorado, l'Illinois, l'Indiana, l'Iowa, le Kansas, le Michigan, le Minnesota, le Missouri, le Nebraska, Dakota du Nord, Dakota du Sud et le Wisconsin[23].
- Région Northeast (NER) : gère les établissements fédéraux situés dans le Connecticut, le New Hampshire, le New Jersey, l’État de New York, le Maine, le Massachusetts, l'Ohio, la Pennsylvanie, le Rhode Island et le Vermont[24].
- Région Southeast (SER) : gère les établissements fédéraux situés dans l'Alabama, la Floride, la Géorgie, Porto Rico, le Mississippi et la Caroline du Sud[25].
- Région South Central (SCR) : gère les établissements fédéraux situés dans l'Arkansas, la Louisiane, le Nouveau-Mexique, l'Oklahoma et le Texas[26].
- Région Western (WXR) : gère les établissements fédéraux situés en Alaska, dans l'Arizona, la Californie, l'Idaho, Hawaï, le Montana, le Nevada, l'Oregon, l'Utah, l’État de Washington et le Wyoming[27].

## Détenus gérés par le Bureau fédéral des prisons

### Population carcérale

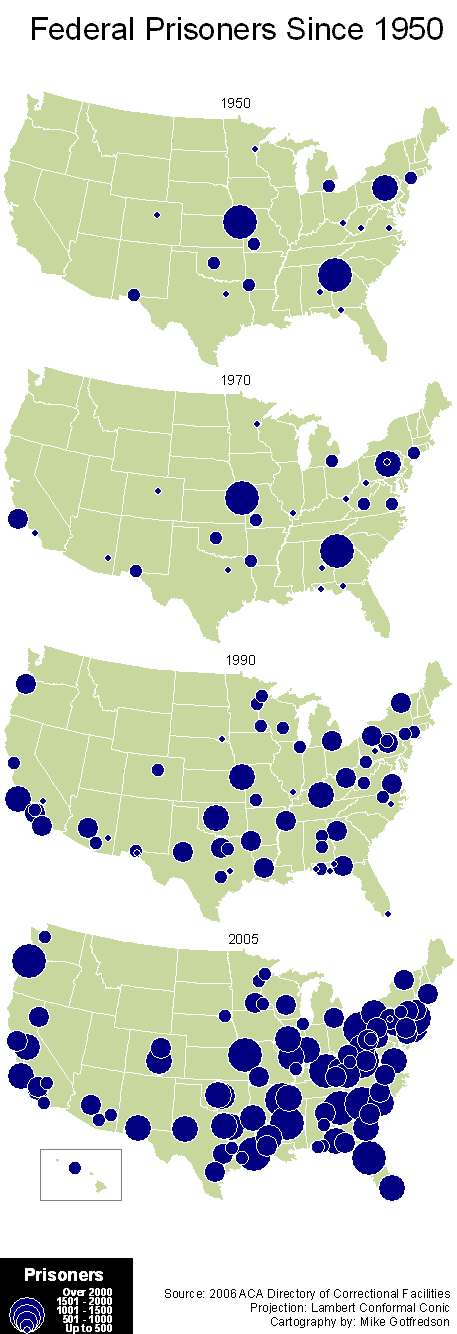
Répartition des prisonniers fédéraux en 1950, 1970, 1990 et 2005.

Entre 1980 et 2013, le nombre des détenus incarcérés dans des établissements fédéraux a augmenté de près de 800 %, ce qui avait obligé les autorités fédérales à recourir aux établissements privés afin de faire face à la surpopulation carcérale.
Le Bureau fédéral des prisons a la responsabilité de tous les détenus faisant l'objet d'une extradition depuis un pays étranger, même si leurs crimes ont été jugés par des tribunaux d'État, de Washington ou des tribunaux territoriaux si ces crimes ont été commis aux États-Unis.
Le département de la Justice, plus particulièrement le Bureau of Justice Statistics, produit des statistiques annuelles sur la population carcérale fédérale, notamment dans le cadre du First Step Act (en) mis en œuvre le 21 décembre 2018,,.

En 2023, le Bureau fédéral des prisons gérait près de 160 000 détenus.

### Détention des femmes

#### Taux d'incarcération des détenues au niveau fédéral
En 2024, 27 établissements fédéraux hébergeaient des femmes[réf. nécessaire].

#### Conditions de détention
Le Bureau dispose d'un programme Mothers and Infants Nurturing Together (MINT - litt.) destiné aux détenues incarcérées alors qu'elles sont enceinte. Le Bureau fédéral des prisons ne paie l'avortement que si la grossesse met la vie de la femme en danger, mais il peut autoriser des avortements dans des cas ne mettant pas sa vie en danger si des fonds non-BOP sont utilisés.
En 2017, quatre sénateurs démocrates, dont Kamala Harris, présentent un projet de loi exigeant explicitement que les tampons et serviettes périodiques soient gratuits pour les détenues. En août 2017, le Bureau fédéral des prisons publie une note mettant en œuvre la gratuité des tampons et des serviettes. Le mémorandum précédent de 1996 stipulait que « les produits destinés aux besoins d'hygiène féminine doivent être disponibles » sans exiger cependant qu'ils soient gratuits.
Une évaluation réalisée en 2018 par la Division de l'évaluation et des inspections du United States Department of Justice Office of the Inspector General (en) révèle que les programmes et les décisions politiques du Bureau fédéral des prisons ne tenaient pas pleinement compte des besoins des détenues dans les domaines des programmes de traitement des traumatismes, des programmes de grossesse et des programmes destinés aux femmes. hygiène.

### Détention des mineurs
Le Bureau passe des contrats avec des établissements qui hébergent des détenus mineurs (en). Le titre 18 du Code des États-Unis précise qu'« Aucun mineur ayant commis... ne peut être placé ou retenu dans une prison pour adultes ou un établissement correctionnel dans lequel il a des contacts réguliers avec des adultes incarcérés parce qu'ils ont été reconnus coupables d'un crime ou qu'ils attendent d'être jugés pour des accusations criminelles. » (en anglais : "No juvenile committed...may be placed or retained in an adult jail or correctional institution in which he has regular contact with adults incarcerated because they have been convicted of a crime or are awaiting trial on criminal charges."). Cette définition inclut les établissements sécurisés et les établissements correctionnels communautaires. Les mineurs condamnés au niveau fédéral peuvent être transférés dans des établissements fédéraux pour adultes à certains moments ; les mineurs condamnés comme des adultes sont transférés dans des établissements pour adultes lorsqu'ils atteignent 18 ans et les mineurs condamnés en tant que mineurs sont transférés dans des établissements pour adultes lorsqu'ils atteignent 21 ans.

### Condamnés à mort fédéraux

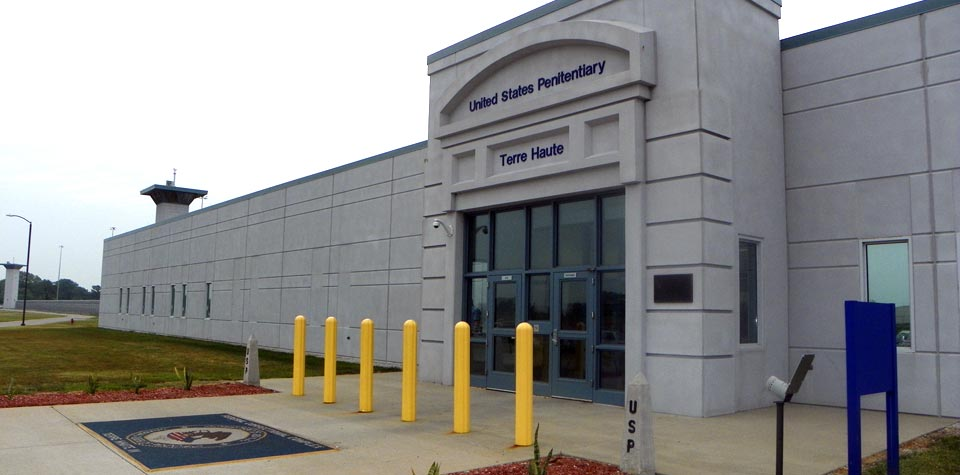
Pénitencier fédéral de Terre Haute, emplacement du couloir de la mort fédéral pour hommes et de la chambre d'exécution fédérale.

L'Anti-Drug Abuse Act de 1988 rétablit la peine de mort au niveau fédéral,.
Le 19 juillet 1993, le gouvernement fédéral désigne le pénitencier fédéral de Terre Haute, situé à Terre Haute dans l'Indiana, comme unique lieu d'exécution des hommes et des femmes condamnés à mort au niveau fédéral. Les détenus sont placés dans une unité de confinement spéciale (en anglais : Special Confinement Unit) isolée du reste de l'établissement dans l'attente de leur exécution. En 2001, cette unité accueillait 21 détenus.
Le centre médical fédéral de Carswell (en), situé à Fort Worth au Texas, accueille les femmes détenues condamnées à mort. Elles sont incarcérées dans l'établissement dans l'attente de leur transfert vers le pénitencier de Terre Haute[réf. nécessaire].
Certains condamnés à mort de sexe masculin sont détenus à l'ADX Florence.
Sous l’administration Trump, le Bureau fédéral des prisons a procédé à 13 exécutions.

## Enjeux liés à la surpopulation carcérale
La libération conditionnelle ayant été abolie pour les détenus fédéraux en 1987, les détenus doivent purger au moins 85 % de leur peine initiale avant de pouvoir prétendre à une libération anticipée pour bonne conduite. Les lignes directrices actuelles en matière de détermination des peines ont été adoptées en réponse à l'augmentation des taux de criminalité dans les années 80 et au début des années 90, notamment pour les infractions liées à la drogue,.
Cependant, certains analystes et militants estiment que lignes directrices fédérales en matière de détermination de la peine (en) ont conduit à une situation de surpopulation et à l'incarcération inutile de milliers de délinquants non violents mais incarcérés pour des infractions liées à la drogue. Ces analystes et militants considèrent ainsi que ces détenus devraient plutôt bénéficier de programmes de traitement de la toxicomanie.

L'augmentation annuelle de la population carcérale fédérale suscite des inquiétudes parmi les experts en justice pénale et même parmi les responsables du département de la Justice lui-même. Michael E. Horowitz (en), l'inspecteur général du département de la Justice (en), a ainsi rédigé un mémorandum en réponse à cette problématique :

« Premièrement, malgré une légère diminution du nombre total de détenus fédéraux au cours de l'exercice 2014, le Ministère prévoit que les coûts du système pénitentiaire fédéral continueront d'augmenter dans les années à venir, consommant une grande partie du budget du Ministère.
Deuxièmement, les prisons fédérales restent considérablement surpeuplées et sont donc confrontées à un certain nombre de problèmes importants en matière de sûreté et de sécurité. »

— Michael E. Horowitz (en)

## Prisons fédérales gérées par des sociétés privées

### Organisation
Le Bureau fédéral des prisons disposait également d'institutions correctionnelles privées (en anglais : Private correctional institutions) mises en place dans le cadre de contrats avec des sociétés privées. Le recours aux prisons privées avait été initié dans les années 1990 afin de résoudre les problèmes liés à la surpopulation carcérale.
La plupart de ces établissements privés étaient gérés par la société GEO Group, à l'exception de institution correctionnelle Giles W. Dalby (en), gérée par la société Management and Training Corporation (en), et de l'institution correctionnelle McRae (en), gérée par la société CoreCivic.

### Historique
En décembre 2015, le département de la Justice indiquait qu'environ 22 000 détenus, soit 12 % des détenus aux États-Unis, étaient incarcérés dans des prisons privées.
En août 2016, les responsables du département de la Justice des États-Unis annoncent que le Bureau fédéral des prisons cesserait progressivement d'avoir recours à des établissements privés sous contrat, au motif que les prisons privées fournissent des services moins sécurités et moins efficaces sans pour autant permettre de réaliser d'économies substantielles. Cependant, sous l’administration Trump en 2017, le département de la Justice des États-Unis annule cette suppression progressive, déclarant qu’il réutiliserait les établissements pénitentiaires privés.
Par la suite, après sa nomination, le président des États-Unis Joe Biden met fin à ces contrats dès le début de son mandat, les détenus de la dernière prison privée, l'institution correctionnelle de McRae (en), ayant été transférés dans d'autres établissements le 30 novembre 2022. Cette décision exclut cependant les établissements exploités par l'Immigration and Customs Enforcement (ICE),,,,. Outre la baisse du nombre de détenus incarcérés dans des établissements pénitentiaires fédéraux, cette décision fait également suite à un rapport publié par l'inspecteur général du département de la Justice des États-Unis (en) précisant notamment que les prisons fédérales privées présentaient plus de problèmes de sécurité que les établissements fédéraux publics.
Ces établissements n'ont pourtant pas nécessairement été fermés, des projets de reprises de certains d'entre eux ayant été envisagés en tant que prison d’État, prison de comté ou établissements d'accueil des immigrants géré par l'Immigration and Customs Enforcement (ICE),.
Les dernières prisons fédérales privées avant la fin des contrats étaient les suivantes :
| Nom                                              | Dénomination officielle                 | Localité        | État     | Gestionnaire                             | Date de fermeture | Réaffectation    |
| ------------------------------------------------ | --------------------------------------- | --------------- | -------- | ---------------------------------------- | ----------------- | ---------------- |
| Centre correctionnel de Big Spring (en)          | Big Spring Correctional Center          | Big Spring      | Texas    | GEO Group                                | novembre 2021     |                  |
| Institution correctionnelle Giles W. Dalby (en)  | Giles W. Dalby Correctional Institution | Post            | Texas    | Management and Training Corporation (en) | juin 2022         | Prison de comté, |
| Institution correctionnelle de Great Plains (en) | Great Plains Correctional Institution   | Hinton          | Oklahoma | GEO Group                                | mai 2022          | Prison d’État    |
| Institution correctionnelle de McRae (en)        | Correctional Institution, McRae         | McRae           | Géorgie  | CoreCivic                                | novembre 2022     | Prison d’État    |
| Établissement correctionnel de North Lake (en)   | North Lake Correctional Facility        | Baldwin         | Michigan | GEO Group                                |                   |                  |
| Complexe de détention du comté de Reeves (en)    | Reeves County Detention Complex         | Comté de Reeves | Texas    | GEO Group                                | mai 2021          |                  |

## Impacts de la pandémie COVID-19
Au 30 juillet 2020, 2 910 détenus fédéraux et 500 membres du personnel du BOP ont été testé positifs au COVID-19 pendant la pandémie nationale de COVID-19 . 7 312 détenus et 683 membres du personnel se sont rétablis. Il y a eu 99 décès de détenus fédéraux et deux décès de membres du personnel du BOP attribués au COVID-19.
Le BOP a procédé à des exécutions pendant la pandémie qui n'auraient pas respecté les règles de distanciation physique, ce qui a suscité des critiques selon lesquelles le BOP facilitait des événements « à grande diffusion ». Le personnel aurait refusé de porter des masques faciaux, en violation des ordonnances du tribunal, et aurait sciemment caché des informations sur les diagnostics confirmés de COVID-19 aux personnes ayant interagi avec des personnes infectées, ce qui aurait entravé les efforts de recherche des contacts et autorisé les membres du personnel qui avaient été exposés au COVID-19. refuser les tests et le travail. Les experts en santé publique ont appelé à retarder les exécutions, car elles ne pouvaient avoir lieu en toute sécurité sans risquer la propagation du COVID-19.